# Красна (Кошиці)
Красна (словац. Krásna) — міська частина, громада округу Кошиці IV, Кошицький край. Кадастрова площа громади — 20.05 км².
Населення 6101 особа (станом на 31 грудня 2020 року).

## Історія
Красна згадується 1143 року.